# 罘罳峰
罘罳峰（拼音：fú sī），地处于湖南省长沙市宁乡市流沙河镇西北面，是横贯于湖南省境内的雪峰山一座尾峰，海拔近500米，平地突起，仿佛是帝王寝宫中的屏风，古谓罘罳，故而得名。又因为其形状酷似猴子，故又名“猴子峰”。

## 地理

罘罳峰。

罘罳峰地质地貌为丘陵砂类土，故而流沙河镇盛产水沙。

## 交通
宁乡县城沿209省道往娄底，过了烂山峡，而后出现的就是突兀的罘罳峰。

## 文化
罘罳峰在清朝曾列为“宁乡十景”之一。隋末唐初，山顶曾建有金风寺，先道后佛并存，曾为回龙山之分寺。清康熙年间重修。民国二十二年再维修。每年六月十七日，由回龙山主持和尚带上弟子到此院与驻寺和尚一道做法事三天，同时唱木偶戏。据传，芙蓉山的清庵祖师曾投师于金风寺。金凤寺内有清庵祖师殿。香火鼎盛时期，金风寺规模较大，有大小房屋十二间，有四个神殿。正殿是玄帝殿，内供玄帝神象，是寺内最大的殿堂。右为清庵祖师殿，左为侠神殿．后为九天玄女殿。两边有二十四位诸天佛祖和十八罗汉神像。神像均用木雕制，金装其表，神态各异，栩栩如生。寺院毁于二十世纪五十年代，罘罳峰上只留下金风寺遗址。民国时期，罘罳峰下的林山寺改建成罘罳完小，也称国立宁乡第五高小，即现今宁乡七中和草冲中学的前身。中华人民共和国刘瑞林将军、刘雪初部长等都曾就读于此。